# Jürgen Harten
Jürgen Harten (* 24. September 1933 in Hamburg) ist ein deutscher Kunsthistoriker. Er war Direktor der Kunsthalle Düsseldorf.

## Leben und Wirken
Harten studierte von 1953 bis 1960 Erziehungswissenschaften, Anthropologie und Kunstgeschichte. Von 1961 bis 1967 war er Volks- und Realschullehrer in Hamburg. 1967 wurde er unter Arnold Bode Sekretär der 4. documenta in Kassel. Von 1969 bis 1972 war er Wissenschaftlicher Assistent und stellvertretender Direktor der Städtischen Kunsthalle Düsseldorf und anschließend, bis 1998, deren Direktor.
Von 1998 bis 1999 wurde Harten Gründungsdirektor der Stiftung museum kunst palast Düsseldorf. 2003 kuratierte er im Gropius Bau die Ausstellung „Berlin–Moskau/Moskau–Berlin 1950–2000“ und 2006 die Ausstellung „Caravaggio“ im kunst palast.
Harten ist Mitglied der Association Internationale des Critiques d’Art (AICA). Seit 1980 ist er in zweiter Ehe mit der israelischen Ausstellungsmacherin  Doreet LeVitte-Harten verheiratet.